# Analytical and Bioanalytical Chemistry
Analytical and Bioanalytical Chemistry (abrégé en Anal. Bioanal. Chem.) est une revue scientifique à comité de lecture. Ce bimensuel publie des articles de recherches originales dans le domaine de la chimie analytique et chimie bioanalytique.
D'après le Journal Citation Reports, le facteur d'impact de ce journal était de 3,436 en 2014. L'actuelle directrice de publication est Christina E. Dyllick.

## Histoire
Au cours de son histoire, la revue a changé plusieurs fois de nom :
- 1861-1944 : Zeitschrift für Analytische Chemie von Carl Remigius Fresenius in Wiesbaden  (ISSN 0016-1152 et 1618-2650)
- 1945-1946 : interruption due à la guerre
- 1947-1989 : Fresenius’ Zeitschrift für Analytische Chemie  (ISSN 0016-1152 et 1618-2650)
- 1990-2001 : Fresenius' Journal of Analytical Chemistry  (ISSN 0937-0633 et 1432-1130)
- 2002-2015 : Analytical and Bioanalytical Chemistry  (ISSN 1618-2642 et 1618-2650) (fusion avec Analusis : A European Journal of Analytical Chemistry et Química Analítica)